# Росс, Барни
Барни Росс (англ. Barney Ross, при рождении Дов-Бер «Берил» Давид Рософски, (англ. Dov-Ber "Beryl" David Rosofsky); 23 декабря 1909, Нью-Йорк, США — 18 января 1967) — американский боксёр-профессионал еврейского происхождения. Чемпион мира в лёгкой, первой полусредней и полусредней весовых категориях. Участник Второй мировой войны.
Дважды признавался «Боксёром года» по версии журнала «Ринг»: в 1934 (вместе с Тони Канцонери) и 1935.

## Биография
Отец Берила иммигрировал из России в США. Берил Давид родился в Нью-Йорке. Позднее его семья переехала в Чикаго. Отец Берила, Исидор Рософски был владельцем бакалейной лавки и раввином. Его застрелили грабители, когда мальчику было 14 лет. У матери Берила, Сары, произошёл нервный срыв. После этого, Берила и его старшего брата отправили жить к другим родственникам. Трое младших братьев и сестёр были отданы в сиротский приют.
В Чикаго некоторое время работал на Аль Капоне. Дружил с Джеком Руби.

## Любительская карьера
В 1929 году выиграл два турнира «Золотые перчатки» в полулёгкой весовой категории: «Золотые перчатки» (Чикаго) и Междугородние «Золотые перчатки».

## Профессиональная карьера
Дебютировал на профессиональном ринге 31 августа 1929 года. Одержал победу по очкам.
21 октября 1932 года победил бывшего чемпиона мира в полулёгком весе Баттлинга Батталино.

### Чемпионский бой сТони Канцонери
23 июня 1933 года вышел на бой против чемпиона мира в лёгкой и первой полусредней весовых категориях Тони Канцонери. Бой продлился все 10 раундов. Росс победил и стал чемпионом мира.

### Второй бой сТони Канцонери
12 сентября 1933 года состоялся матч-реванш между Россом и Канцонери. Росс снова выиграл по очкам и защитил чемпионские титулы.

### Защиты титула в 1-м полусреднем весе
17 ноября 1933 года победил Сэмми Фуллера.
7 февраля 1934 года победил кубинца Пита Небо.
5 марта 1934 года встретился с Фрэнки Кликом. Поединок завершился вничью.
14 марта 1934 года победил филиппинца Кида Моро.
27 марта 1934 года победил по очкам Бобби Пачо.

### Чемпионский бой сДжимми Макларнином
28 мая 1934 года Росс встретился с чемпионом мира в полусреднем весе Джимми Макларнином. Бой проходил на арене Мэдисон-сквер-гарден в присутствии 60 тысяч зрителей. Бой продлился все 15 раундов. Один судья отдал победу Макларнину со счётом 9-1. Двое других судей посчитали, что сильнее был Росс: 11-2 и 13-1. Росс стал чемпионом мира в третьей весовой категории. На протяжении нескольких месяцев титулами чемпиона мира в трёх весах Росс владел одновременно.

### Второй бой сДжимми Макларнином
17 сентября 1934 года во второй раз встретился с Макларнином. После 15 раундов мнения судей снова разделились. На этот раз, победителем был объявлен Макларнин.

### Чемпионство в 1-м полусреднем весе
10 декабря 1934 года во второй раз встретился с Бобби Пачо. Победил по очкам и защитил титул в 1-м полусреднем весе.
28 января 1935 года во второй раз встретился с Фрэнки Кликом. Победил по очкам.
9 апреля 1935 года победил по очкам Генри Вудса. После этого Росс оставил титул чемпиона в 1-м полусреднем весе. Через несколько дней Росс оставил и титул чемпиона мира в лёгком весе.

### Третий бой сДжимми Макларнином
28 мая 1935 года в третий раз встретился с Макларнином. Макларнин на тот момент являлся чемпионом мира в полусреднем весе. Росс одержал победу единогласным решением судей и отобрал титул.
13 сентября 1935 года победил по очкам филиппинца Сеферино Гарсию. 29 ноября того же года состоялся реванш. Росс снова выиграл по очкам.

### Третий бой сСеферино Гарсией
23 сентября 1937 года Росс в третий раз встретился с филиппинцем Гарсией. Если предыдущие два боя были нетитульными, то в этом поединке Росс отстаивал звание чемпиона в полусреднем весе. Росс выиграл единогласным решением судей: 7-5 и 9-4 (дважды).

### Последний бой на ринге
31 мая 1938 года Росс проводил защиту титула чемпиона мира в полусреднем весе в бою против Генри Армстронга. Бой продлился все 15 раундов. Армстронг уверенно выиграл по очкам: 12-2, 11-2, 10-4. После этого Барни ушёл из бокса.

## Вторая мировая война
После нападения японцев на Пёрл-Харбор записался в морскую пехоту.
Участвовал в битве за Гуадалканал, был ранен. Награждён Серебряной звездой, Пурпурным сердцем и Благодарностью президента.

## После войны
Во время лечения в госпитале у Росса возникла зависимость от морфина. В сентябре 1946 года добровольно попросил положить его в наркологический диспансер.
Давал показания в качестве свидетеля, когда друг его детства Джек Руби убил Ли Харви Освальда.
Умер 18 января 1967 года от рака.

## Признание
- В 1956 году включён в Боксёрский зал славы журнала «Ринг».
- В 1979 году включён в Международный еврейский спортивный зал славы[27].
- В 1981 году включён во Всемирный зал боксёрской славы.
- В 1990 году включён в Международный зал боксёрской славы.
- В 1997 году включён в Национальный еврейский спортивный зал славы[28].
- В 2006 году включён в Спортивный зал славы корпуса морской пехоты Соединённых Штатов.
- Включён в Спортивный зал славы Большого Чикаго[29].
- В 1994 году журнал «Ринг» поставил Росса на 3-е место в списке лучших боксёров в истории первого полусреднего веса и на 4-е место в списке лучших боксёров в истории полусреднего веса.